# Schizocarpe
Pour les articles homonymes, voir Diakène.

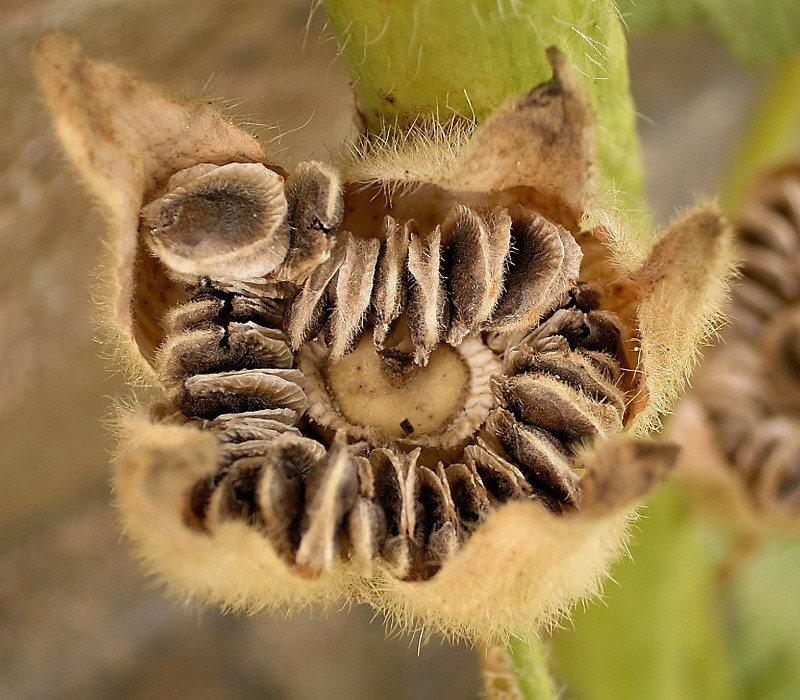
Alcea rosea

Un schizocarpe ou cénocarpe, appelé aussi fruit schizocarpique ou cénocarpique, désigne un fruit sec ou rarement charnu dérivé d'un pistil aux carpelles à l'origine soudés (gynécée syncarpe bi ou pluricarpellé) qui se divise en segments (méricarpes). Ces méricarpes deviennent à maturité des akènes, drupes, voire des pseudo-samares.
Tels sont les diakènes des Apiaceae (ou Ombellifères), les tétrakènes des Labiées, des Boraginacées, des Rubiacées, ou les polyakènes des malvacées (fruit multiple des roses trémières).

## Galerie

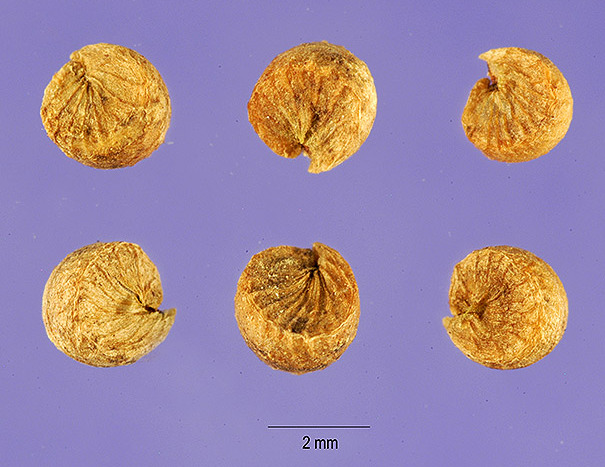
Méricarpes de Grande mauve
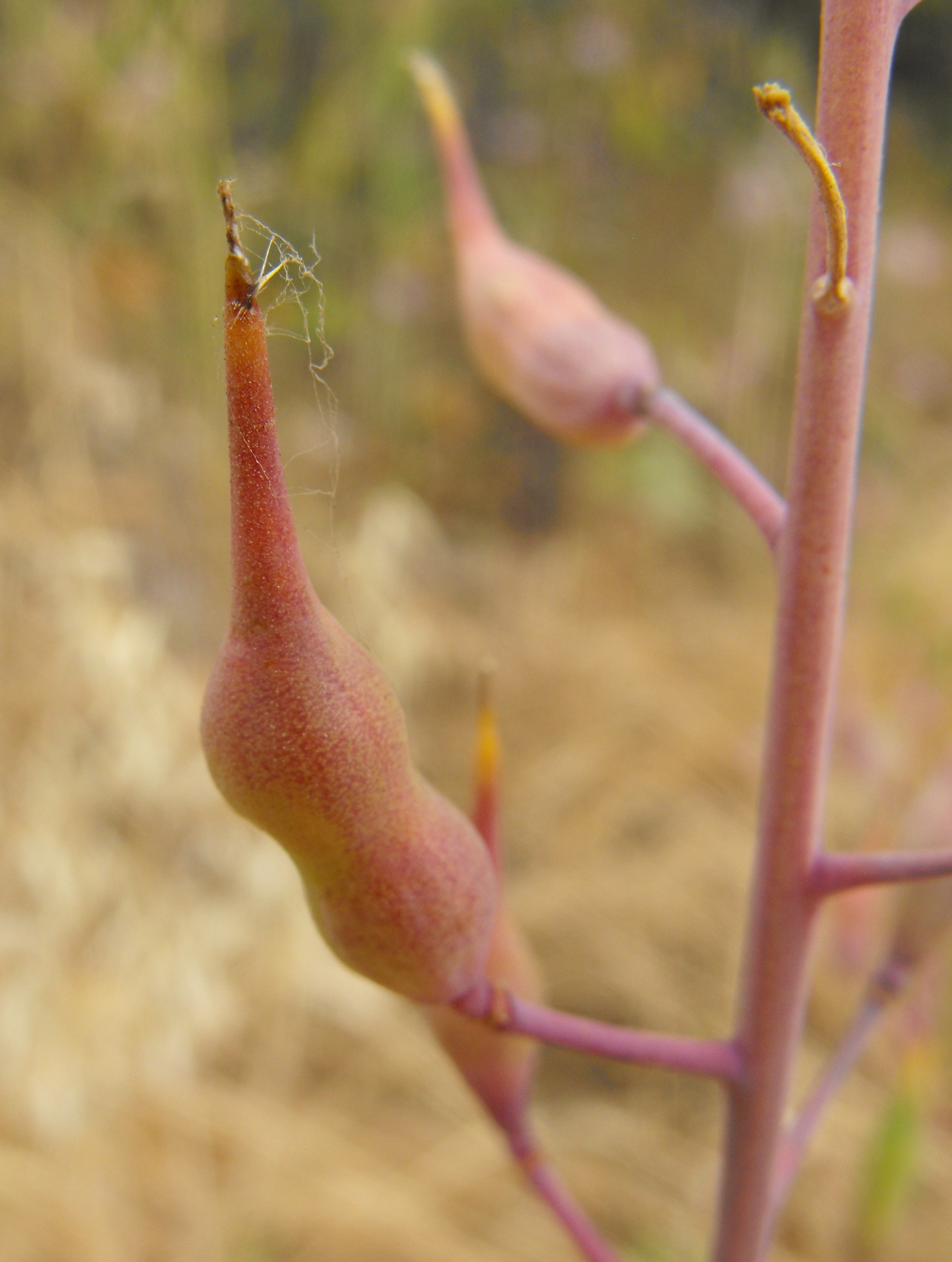
Silique lomentacée du radis qui se divise en articles akénoïdes transversaux